# رودولف فيتسيغ
رودولف فيتسيغ (ولد في 14 أغسطس 1916 في هيرنه، ويستفاليا؛ توفي في 3 أكتوبر 2001 في أوبرشلايسهايم، بافاريا) ضابطًا ألمانيًا ورائدًا في القوات الألمانية المحمولة جواً خلال الحرب العالمية الثانية، 1939-1945. اكتسب شهرة بسبب أعماله خلال معركة حصن ابن إميل. حصل على وسام الفارس الصليبي الحديدي مع أوراق البلوط (1944). في فترة ما بعد الحرب، واصل خدمته في الجيش الألماني، برتبة أوبرست (1959).